# Renita Holmes
Renita Holmes   (Estats Units d'Amèrica) és una activista per l'habitatge estatunidenca.
Va ser criada per una mare soltera amb 11 fills. Viu al barri Little Haiti de Miami, situat a cinc milles de les platges, però que pateix una gran pressió immobiliària que està disparant els preus i està expulsant els habitants a altres indrets dels EUA. Ho anomena gentrificació climàtica, on els pobres són apartats pels rics provinents de Miami per motius climàtics, ja que Little Haiti és un barri més elevat que no desapareixerà com serà el cas de les platges de Miami.
Holmes dirigeix la consultora immobiliària OUR Homes, especialitzada en les dones afroamericanes del centre de la ciutat. També forma part del programa Empoderar les dones resilients de l'Institut Cleo, una ONG amb seu a Florida que impulsa l'acció climàtica partint de la ciència.
És ser una de les 100 dones més inspiradores del 2023 per la BBC per promoure els drets a l'habitatge de les comunitats marginades.